# Романкауцкий сельсовет
Романка́уцкий сельсове́т — упразднённое сельское поселение в Мазановском районе Амурской области.
Административный центр — село Раздольное.

## История
Романкауцкий сельский Совет образован в 1935 году.
3 декабря 2004 года в соответствии с Законом Амурской области № 384-ОЗ муниципальное образование наделено статусом сельского поселения.
Законом Амурской области от 7 мая 2015 года № 538-ОЗ Новокиевский и Романкауцкий сельсоветы объединены в Новокиевский сельсовет.

## Население
| 2002 | 2010 | 2011 | 2012 | 2013 | 2014 | 2015 |
| ---- | ---- | ---- | ---- | ---- | ---- | ---- |
| 603  | ↘410 | ↘408 | ↘392 | ↘378 | ↘361 | ↗365 |

## Состав сельского поселения
| № | Населённый пункт | Тип населённого пункта       | Население |
| - | ---------------- | ---------------------------- | --------- |
| 1 | Дружное          | село                         | →21       |
| 2 | Раздольное       | село, административный центр | ↘150      |
| 3 | Романкауцы       | село                         | ↘142      |